# Valacchia morava

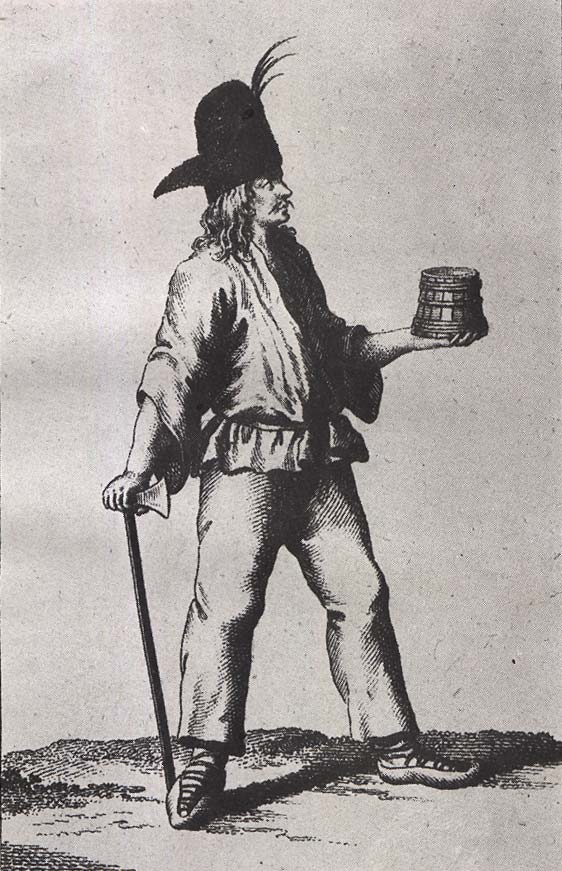
Un Valacco di Moravia originario di Brumov, 1787

La Valacchia morava (in ceco Valašsko, abitanti: masch. Valach, fem. Valaška) è una regione montuosa situata nella parte orientale della
Moravia, in Repubblica Ceca, lungo il confine con la Slovacchia. Il nome Valacchia indicò originariamente tutte le alture della Moravia e della confinante Slesia, ma nel XIX secolo una zona più circoscritta fu definita Valacchia morava in base a caratteristiche etno-culturali. Il dialetto tradizionale (oggi in declino) presenta un miscuglio di elementi del ceco e dello slovacco e ha un lessico di origine romena e balcanica per quanto riguarda i termini dell'economia agro-pastorale propria della regione.
Il nome proviene dall'esonimo dei pastori romeni migranti (Valacchi), che si insediarono sui Carpazi tra il XIV e il XVII secolo. Lungo la migrazione i pastori persero gradualmente la loro lingua originaria ad eccezione di alcuni vocaboli romeni che impiegavano nei loro dialetti cechi e slovacchi, ma mantennero molto della loro cultura (specialmente folklore, canzoni e costumi) e della loro economia (pastorizia degli ovini).

## Cultura

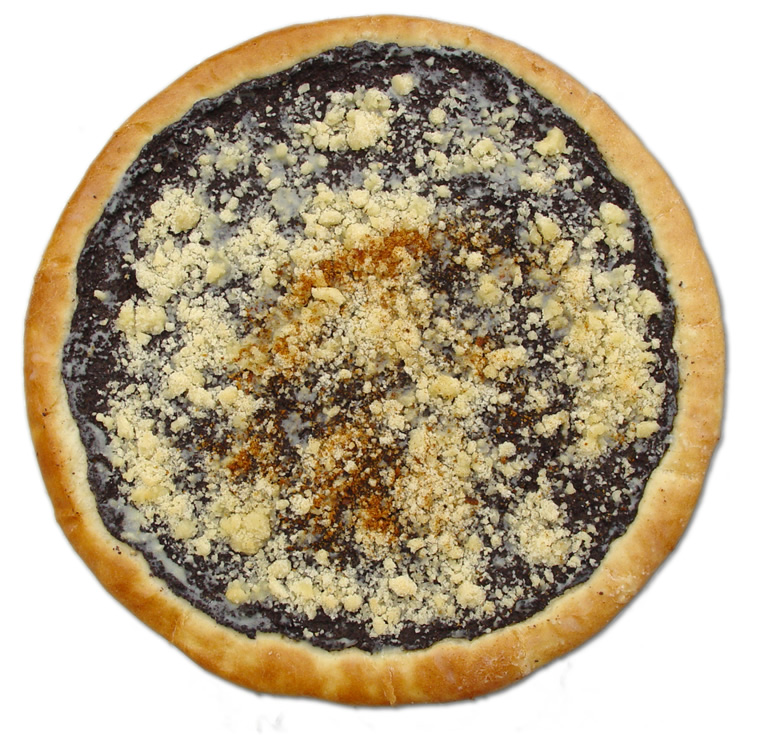
I koláče (o frgály), dolci tipici dei Valacchi.

Un aspetto notevole dei Valacchi che abitano i Carpazi occidentali è che la loro cultura tradizionale romena è rimasta la stessa nonostante l'evoluzione della loro lingua. Ciò vale specialmente per le tradizioni che riguardano la pastorizia e l'architettura rurale, sostanzialmente identiche lungo l'intero arco dei Carpazi dalla Moravia alla Romania e anche nelle montagne adiacenti di Serbia e Bulgaria. Come per i vocaboli usati per l'allevamento delle bestie, questo aspetto culturale dei Valacchi si è preservato probabilmente per mancanza di una cultura concorrente. Sebbene l'allevamento del bestiame fosse praticato nelle pianure ai piedi dei Carpazi, i metodi e i rituali dei Valacchi per l'allevamento di pecore e montoni erano unici e originali, come l'introduzione del pascolo sulle alture e l'enfasi sulla produzione di latte e formaggio (bryndza). Varianti dei costumi tradizionali romeni sono ancora elementi importanti nell'etnografia della Repubblica Ceca, della Slovacchia e della Polonia. Anche la musica tradizionale slava fu influenzata dai Valacchi (si vedano ad esempio le danze tradizionali musicate da Leoš Janáček).
Un chiaro esempio dell'influenza dei Valacchi sulla cultura slovacca è il poema didattico Valašská škola ("Scuola valacca") del 1755 scritto dal francescano Hugolín Gavlovič. Presenta una morale cattolica sulla vita e sulla relazione con Dio e la società. Tre temi dominano il poema: l'identità nazionale slovacca, la cultura religiosa e secolare del XVIII secolo e la vita pastorale come modello di vita. Con questo tema affiora l'eredità valacca, che rende il poema particolarmente significativo.

## Storia
Dalla loro comparsa, nell'Alto medioevo, i Valacchi hanno continuato ad avere una vita politica separata dal resto della popolazione. Un esempio è il ricorso al diritto valacco.
Secondo la Cronaca degli anni passati del X secolo, i nomadi ungheresi "hanno spodestato i Valacchi (di Pannonia e Transilvania) e hanno occupato le loro terre" . Quest'ipotesi dell'origine dei Valacchi di Moravia è sostenuta da Drăganu e Lozovan.
La prima menzione diffusa dei Valacchi in Moravia si registra durante la Guerra dei trent'anni, quando i privilegi del diritto valacco rischiarono di essere aboliti. Gli eventi successivi modificarono profondamente la cultura valacca e prepararono il campo per un'altra ondata di immigrazione valacca, che faceva seguito a quelle del XIV e XV secolo. Jan Amos Comenius scriveva nel 1620: "I Moravi delle montagne attorno a Vsetín, chiamati valacchi, sono un popolo bellicoso… rifiutarono di accettare il giogo degli Asburgo e per tre anni interi difesero la loro libertà con la spada". Nel 1624 scriveva: "Gli abitanti della signoria di Vsetín e della montagne circonvicine (chiamati valacchi) continuarono a resistere con le armi e non poterono essere costretti a negare la loro fede o ad offrire sottomissione".
Alcuni continuarono a professare il Cristianesimo ortodosso, la maggior parte si convertì al protestantesimo, ma comunque resistettero a tutti i tentativi dei missionari gesuiti di convertirli al Cattolicesimo. Per questo motivo, nel 1632 la Chiesa cattolica e l'impero asburgico adottarono nei loro confronti misure coercitive: "Gli abitanti della Valacchia morava sono Valacchi e quindi gravemente ribelli". Le cronache municipali di Zlín descrivono nel 1621 "i Valacchi, che sono la feccia locale". Albrecht von Wallenstein, comandante militare asburgico di Vsetín, scrive nel 1621 di una probabile rivolta dei Valacchi, contro i quali non aveva mezzi sufficienti per organizzare una repressione militare. Un commissario asburgico nel 1622, scrivendo dei moravi, dichiara: "il popolo è più incline al nemico e ai valacchi".
La guerriglia dei valacchi contro gli Asburgo consisteva di incursioni, come quelle contro Malenovice, Zlín e Valašské Meziříčí. Wallenstein dichiarò che i Valacchi combattevano come un'orda e i Valacchi riuscirono vittoriosi contro gli Asburgo nei primi anni di guerra. Durante alcuni periodi di questi anni iniziali, i Valacchi furono soccorsi dai protestanti ungheresi e nel 1621 tutta la Moravia ad est della Morava era controllata dai Valacchi. Gli Ungheresi, tuttavia, furono sconfitti dagli Asburgo a Olomouc nella seconda metà del 1621 e si ritirarono dalla Moravia nel 1622. I Valacchi furono conseguentemente assoggettati nel 1623 e seguirono molte esecuzioni pubbliche.
Nuovi attacchi valacchi contro Vsetín si verificarono nella seconda metà del 1623. Gli Ungheresi, ora spalleggiati dagli Ottomani, ripresero la guerra e i combattimenti si spinsero a ovest fino a Brno. In ogni caso, i Valacchi non si unirono ai loro precedenti alleati, perché i Turchi erano loro antichi nemici, da quando nel XIV e XV secolo gli Ottomani avevano attaccato la Valacchia, la Moldavia e la Transilvania, loro regioni d'origine. Una seconda pace fra l'Ungheria e gli Asburgo fu sottoscritta nel 1624. Gli Asburgo colsero quest'opportunità per attaccare i Valacchi nel marzo del 1624 sulle montagne a ovest di Vsetín, ma i Valacchi prevalsero in ciò che fu descritto come un massacro da parte delle forze asburgiche. I Valacchi conquistarono Lukov nel 1626, e insieme con i Danesi, che erano entrati in guerra contro gli Asburgo, conquistarono nello stesso anno anche Hranice.
Nel 1627, il contrattacco di Wallenstein costrinse alla ritirata dalla Moravia l'esercito danese e anche i Valacchi si dovettero ritirare. Nel 1630, i Valacchi controllavano solo alcuni capisaldi nei Carpazi. L'ultima rivolta valacca ebbe luogo nel 1640 quando gli Svedesi invasero la Moravia nella guerra contro gli Asburgo. L'alleanza fra Valacchi e Svedesi riconquistò alcune parti della Moravia, ma gli Svedesi si ritirarono nel 1643 per concentrarsi in una guerra con la Danimarca.
Nel gennaio del 1644, una massiccia incursione asburgica contro i Valacchi fu condotta sulle montagne a est di Vsetín. La spedizione asburgica fu completata questa volta da una battaglia che culminò nell'incendio dei villaggi valacchi (come Hovězí, Huslenky, Halenkov e Zděchov), il disarmo dei Valacchi, la distruzione dei campi e del bestiame. Circa il 20% dei maschi di Vsetín furono uccisi o successivamente giustiziati. I Valacchi fuggiaschi furono inseguiti persino in Ungheria. In definitiva, circa un terzo dei Valacchi fu ucciso. Con la Coscrizione della Valacchia del 6 febbraio 1644 fu effettuato un censimento completo dei Valacchi sopravvissuti. Alla condanna a morte fu imposta come alternativa il giuramento di fedeltà agli Asburgo e la conversione alla fede cattolica. Molti Valacchi furono giustiziati a Vsetín nel 1644. Nel marzo del 1644 quasi tutti i Valacchi che erano scappati sulle montagne erano stati acciuffati e giustiziati. La peste colpì quindi la regione nel settembre dello stesso anno.